# جو گریفیث
جو گریفیث (انگلیسی: Joe Griffiths؛ زادهٔ) بازیکن فوتبال است.
از باشگاه‌هایی که در آن بازی کرده‌است می‌توان به باشگاه فوتبال بریستول راورز، باشگاه فوتبال استوک‌پورت کانتی، باشگاه فوتبال بری، و باشگاه فوتبال ترانمره راورز اشاره کرد.